# Andrej Iwanou
Andrej Iwanou (belarussisch Андрэй Іваноў, russisch Андрей Александрович Иванов Andrei Alexandrowitsch Iwanow; geb. 1990 in Belarus) bzw. Andrey Ivanov, auch Andrei Ivanou, ist ein belarussischer Pianist.

## Leben
Iwanou begann im Alter von acht Jahren Klavier zu spielen. Mit neun trat er erstmals öffentlich mit einem Orchester auf. Von 2006 bis 2011 studierte er an der Zentralen Musikschule der Belarussischen Staatlichen Musikakademie. 2011 wurde er am Moskauer Staatlichen Tschaikowski-Konservatorium aufgenommen, wo er 2016 mit höchsten Ehren abschloss. Von 2016 bis 2019 studierte er am Royal Birmingham Conservatoire. Iwanou gewann mehrere internationale Preise und trat in Konzerten weltweit auf, darunter ein beachtetes Konzert 2018 in Birmingham.
Zu seinen Lehrern gehören Natalia Trull (in Moskau) und Pascal Nemirovski (in Birmingham).
Für die Naxos-Gesamteinspielung aller Klavierwerke von Franz Liszt hat Iwanou Transkriptionen von Werken Donizettis, Lassens, Mendelssohns, Meyerbeers und Webers interpretiert.